# دریاگاوان
دریاگاوان (به لاتین: Trichechidae) خانواده‌ای از گاودریایی‌سانان است که شامل تمام گاوهای دریایی زنده و چندین سرده منقرض شده است.

## رده‌بندی
TRICHECHIDAE
- † Miosireninae [۱]
  - † Anomotherium
    - † Anomotherium langewieschei

  - † Miosiren
    - † Miosiren canhami
    - † Miosiren kocki
- Trichechinae
  - گاو دریایی
    - Trichechus inunguis - گاو دریایی تن‌مویی آمازونی
    - Trichechus manatus - گاو دریایی هند غرب
    - Trichechus senegalensis - گاو دریایی آفریقایی
    - † Trichechus hesperamazonicus

  - † Potamosiren
    - † Potamosiren magdalensis

  - † Ribodon
    - † Ribodon limbatus